# Meehangen
Meehangen is het meeleunen van de duopassagier op een motorfiets, gelijk met de berijder.
Omdat een motorfiets een balansvoertuig is dat voornamelijk bestuurd wordt door het verplaatsen van het zwaartepunt, is het belangrijk dat de duopassagier hetzij actief mee rijdt hetzij niets doet. Sommige duopassagiers hebben de neiging rechtop te blijven zitten (tegenhangen) in bochten. Dit verstoort de geplande bocht van de bestuurder, waardoor het gevaarlijk kan worden. 